# Daniele Limonta
Daniele Limonta (Monza, 24 novembre 1967) è un ex calciatore italiano, di ruolo portiere.

## Carriera

### Club
Cresciuto nelle giovanili del Milan, è stato aggregato alla prima squadra come terzo portiere alle spalle di Giovanni Galli e Giulio Nuciari nella stagione 1987-1988, terminata con la vittoria dello scudetto.
A partire dal 1988 ha giocato in Serie C1 e Serie C2 con le maglie di Venezia, Montevarchi, Pavia e Cremapergo e Alzano Virescit, con cui ha ottenuto la promozione in Serie B pur non scendendo mai in campo durante il campionato 1998-1999.
Successivamente ha giocato in Serie D ed Eccellenza Lombardia con l'Usmate e infine con la Giana Erminio prima di ritirarsi dall'attività agonistica.

### Nazionale
Limonta ha disputato l'Europeo Under-18 nel 1986 (5 presenze), dove la Nazionale italiana si è classificata al secondo posto perdendo per 3-1 la finale contro la Germania Est.
Nel 1987 ha preso parte al Mondiale Under-20 in Cile, dove ha disputato tutte le 4 partite dell'Italia, eliminata nei quarti di finale dai padroni di casa, subendo 3 gol.

## Palmarès

### Club
- Campionato italiano: 1

Milan: 1987-1988
- Campionato italiano Serie C1: 1

Alzano Virescit: 1998-1999 (girone A)